# Martti Talvela
Martti Olavi Talvela (Hiitola, Finlandia, 4 de febrero de 1935 - Juva, Finlandia, 22 de julio de 1989) fue un cantante de ópera finlandés, con voz de bajo.

## biografía
Estudió en la academia de música de Lahti de 1958 a 1960, y con Carl Martín Ohman en Estocolmo, y debutó en Helsinki en 1960 con el personaje de Sparafucile de Rigoletto de Verdi.
En 1962 apareció por primera vez en el Festival de Bayreuth, como Titurel y donde más tarde compuso impresionantes Daland, rey Marke, Fasolt y Hunding.
Se unió a la Ópera alemana de Berlín. Siguió con su debut en La Scala en 1963, Viena en 1965, Salzburgo en 1967 y en el Metropolitan Opera en 1969, donde hizo una interpretación muy aplaudida de Borís Godunov en 1977. En Royal Opera House, Covent Garden fue admirado como Gurnemanz y Dosifey (Jovánschina de Músorgski).
De 1972 a 1980 Martti Talvela fue director artístico del Festival Savonlinna en Finlandia, donde apareció como Sarastro y Felipe II y varias obras contemporáneas. Tuvo que dejarlo por problemas de salud. Falleció de un ataque al corazón tras estar bailando en la boda de su hija, muerte súbita muy lamentada (Joseph Stevenson).

## Voz y repertorio
Fue el cantante lírico más alto del siglo XX, con su 2,01 metros de altura y un peso entre 130 y 150 kilos. Esta imponente presencia escénica quedaba reforzada por su arte consumado a la hora de caer: en el papel de Borís Godunov, su mejor encarnación, sabía hundirse como un roble, lo que jamás dejaba de impresionar al público.
A estas enormes dimensiones le correspondía una voz no particularmente profunda, pero sí voluminosa y flexible. Fue una de las voces de bajo más sonoras y potentes de la posguerra. Su bajo parece extenderse sin esfuerzo, sin la “ruptura” a la que la mayor parte de los bajos tienen que recurrir para alcanzar sus notas más profundas, y sin la cualidad poco musical que a menudo se encuentra en esos bajos capaces de las notas más bajas. Su voz era muy amplia y al mismo tiempo, extremadamente poderosa sin embargo con un sello claro y natural que le permitía una paleta impresionante de matices.
“El papel más admirado de este hombre gigantesco con su voz maciza es el Borís Godunov de Músorgski, que interpretó con potencia siempre creciente en tres versiones diferentes, entre un centenar de ocasiones” (Rolf Fath).
Roles destacados son:
- En el repertorio ruso, además de Borís Godunov, Pimen en la misma ópera de Modest Músorgski Borís Godunov, así como Príncipe Gremin en Eugenio Oneguin de Chaikovski.
- los wagnerianos Hagen (El ocaso de los dioses), Hunding (La Valquiria), Titurel y Gurnemanz en (Parsifal), Rey Marke (Tristán e Isolda), Fasolt (El oro del Rin) y Fafner (Sigfrido).
- los mozartianos Osmín (el rapto en el serrallo), Comendador (Don Giovanni), y Sarastro (La flauta mágica).
- Como Paavo Ruotsalainen en Viimeiset Kiusaukset (Las últimas tentaciones) de Joonas Kokkonen.
- Algunas logradas incursiones en obras verdianas: El Gran Inquisidor (Don Carlo) y Sparafucile (Rigoletto).

Su última grabación, ya muy afectado por la enfermedad, fue una memorable versión del Viaje de invierno, de Franz Schubert.

## Discografía (seleccionada)

### Óperas completas
- Con Herbert von Karajan: El Anillo del Nibelungo, en los papeles de Fasolt y Hunding, Coro de la Ópera Nacional Alemana de Berlín, Orquesta Filarmónica de Berlín (Deutsche Grammophon, 1970); Borís Godunov, en el papel de Pimen, Coro de la Ópera de Viena, Orquesta Filarmónica de Viena (Decca, 1970).
- Con Karl Böhm: rey Marke en Tristán e Isolda, Orquesta y coro del Festival de Bayreuth, grabación en vivo (DG, 1966); Don Fernando en Fidelio, con el Coro y orquesta de la Staatskapelle de Dresde (DG, 2005) .
- Con Georg Solti: Osmin en El rapto en el Serrallo, Coro de la Ópera estatal de Viena, Orquesta Filarmónica de Viena (Decca).
- Con Hans Knappertsbusch: Titurel en Parsifal, Orquesta y coro del Festival de Bayreuth, grabación en vivo (Philips, 1962).

### Álbumes
- "The Singers - Martti Talvela", London/Decca, 2002. 72 minutos en los que interpreta obras de Robert Schumann: Gedichte, Op. 35. Modest Músorgski: Canciones y danzas de muerte; Canción de Mefistófeles. Serguéi Rajmáninov: Canciones, Op. 26: no 6, Cristo se alza; Canciones, Op. 4: no 4, No cantes para mi, hermosa doncella; Canciones, Op. 26: no 12, La noche es triste; Canciones, Op. 4: no 1, Oh no, te lo ruego, no me olvides.
- "A Tribute to Martti Talvela", Ondeline, 1999. 77 minutos en los que interpreta canciones y arias de ópera de Toivo Kuula (1883 - 1918): Marcharé por las calles; Lloraré desde el fondo de la tumba; Oh, esas miles de horas; Los chicos vagan por las calles del pueblo; El viento dobló la copa del abedul; Ketolan Jukka; La gente cree que estoy pletórico de alegría. Jean Sibelius: Kullervo, Op. 7: El lamento de Kullervo. Wolfgang Amadeus Mozart): El rapto en el Serrallo: Aria Solche hergelauf'ne Laffen. Giuseppe Verdi: Don Carlos: Ella giammai m'amo...Dormiro sol sul manto mio regal. Richard Wagner: El holandés errante: Mogst du, mein Kind. Modest Músorgski: La canción de la pulga de Mefistófeles; Boris Godunov: Tengo el alma afligida; He conquistado el poder supremo (monólogo de Borís); Adiós, hijo mío (Muerte de Borís). Joonas Kokkonen (1921 - 1996): Las últimas tentaciones: Tengo aún, antes de morir; No puedo abrir la puerta. Nikolai Rimsky-Korsakov: Sadko: Canción del mercader varego. Yrjo Kilpinen (1892 - 1959): Canciones, Op. 23, n.º 1 Desde la orilla, y n.º 3, Noche de verano; Lakeus, Op. 22, n.º 3, Noche.

### Grabaciones audiovisuales
- Die Entführung aus dem Serail (El rapto en el Serrallo, 1980) producción alemana para televisión, dirigida por Karlheinz Hundorf, en la que Martti Talvela representa el papel de Osmin; otros cantantes: Thomas Holtzmann, Francisco Araiza, Edita Gruberová, Reri Grist y Norbert Orth.
- The Bartered Bride (La novia vendida, 1978), producción estadounidense para televisión de esta ópera de Bedrich Smetana, con Martti Talvela en el papel de Kecal; otros cantantes: Teresa Stratas, Nicolai Gedda, Jon Vickers y Derek Hammond-Stroud.
- Fidelio (1970), película austríaca dirigida por Ernst Wild, con Martti Talvela en el papel de Don Fernando; otros cantantes: Josef Greindl, Donald Grobe, Gwyneth Jones, James King, Olivera Miljakovic y Gustav Neidlinger.